# نادي تيرامو
نادي تيرامو (بالإيطالية: S.S. Teramo Calcio)‏ هو نادي كرة قدم إيطالي مقره في تيرامو، أبروتسو.